# Гладишовський Антін Омелянович

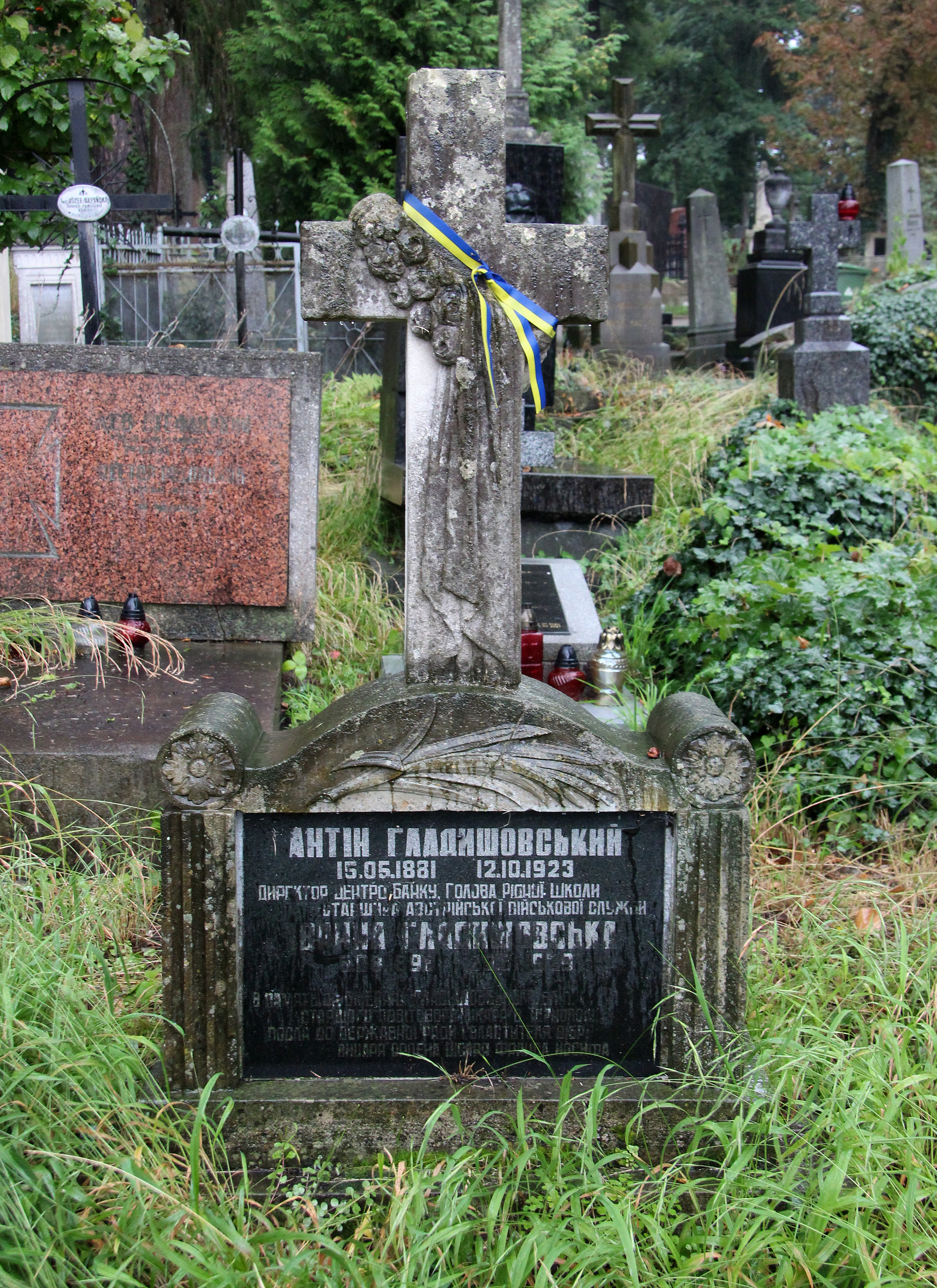

Антін Омелянович Гладишовський (5 травня 1881,, Тернопіль, нині Україна — 12 жовтня 1923, Львів) — український громадський, економічний і культурно-освітній діяч.

## Життєпис
Батько — повітовий лікар-русин Омелян Гладишовський., якого в 1898 році обрали послом до Галицького крайового сейму. При цьому він переміг на виборах Івана Франка, хоча лікаря вважали технічним кандидатом (Степан Новаківський називав його урядовим кандидатом). Є твердження, що йому допомагали польські політичні кола, які не хотіли бачити Франка в сеймі. Яцко Остапчук у своїх спогадах стверджував, що на виборах переміг Франко, однак після тривалої паузи оголосили, що з перевагою в 4 голоси послом став лікар Гладишовський, якого підтримували як поляки, так і майже всі духівники-греко-католики. Газета «Громадський голос» писала, що в жовтні 1898 року під час розгляду в Тернопільському суді позову щодо побиття Іваном Франком селянина Михайла Підгайного, який був наклепом, останній одному зі свідків сказав, що «мав відкричати своє, бо я дістав від Гладишовського 20 зр.» (золотих ринських).
Закінчив цісарсько-королівську гімназію в Тернополі (потім Перша тернопільська гімназія). За спогадами Іванни Блажкевич, у 1898 році як учень 7 класу сказав батькові — повітовому лікарю: «Чи ви, тату, знаєте, проти кого висуваєте свою кандидатуру на посла? Як ви можете ставати на дорозі такої великої людини, як Франко? Тату, що ви робите?»
Навчався на правничому факультеті Віденського університету. За одними даними, закінчив Торгову академію у Львові, за іншими, навчався у такому ж закладі у Відні.
У 1912—1923 роках був директором «Крайового союзу кредитового» у Львові. Також був діяльним у різних українських організаціях: член надзірної ради Ревізійного союзу українських кооператив, Контрольної комісії Крайового союзу господарчо-торгових спілок, товариства «Сільський господар», видавничої спілки «Діло». У 1914 та 1919—1923 роках — голова вчительського товариства «Рідна школа».
Помер у Львові на 42 році життя о 5 ранку 12 жовтня 1923 року. Парастас за померлим відбувся в каплиці Боїмів, поминальне богослужіння відправили в соборі святого Юра. Похований на полі № 5 Личаківського цвинтаря.
Син Олександер (1888—1966, США) — перший секретар посольства УНР в Швейцарії, Данії, проживав у маєтку в с. Купчинці.